# Буаклер, Андре
Андре Буаклер (фр. André Boisclair, родился 14 апреля 1966 года, Монреаль, Квебек, Канада) — канадский политик, социал-демократ, лидер Квебекской партии с 15 ноября 2005 года по 8 мая 2007 года, открытый гей.

## Биография
Родился в состоятельной франкоязычной семье. Учился в Жан-де-Бребеуфском колледже, возглавлял студенческую организацию. Затем поступил в Монреальский университет, но через два года, не завершив обучения, покинул его. В 2004 году окончил Гарвардский институт государственного управления им. Джона Ф. Кеннеди.
Вступил в Квебекскую партию в 1984 году. В 1989 году избирается в парламенте Квебека. Занимал посты министра социального развития, иммиграции и окружающей среды в различных кабинетах министров квебекского правительства. Был избран в качестве лидера Квебекской партии 15 ноября 2005 года, однако, проиграв в 2007 году после поражения партии в выборах ушёл в отставку с поста лидера партии, а чуть позже отказался от депутатского кресла.